# Mozaraber

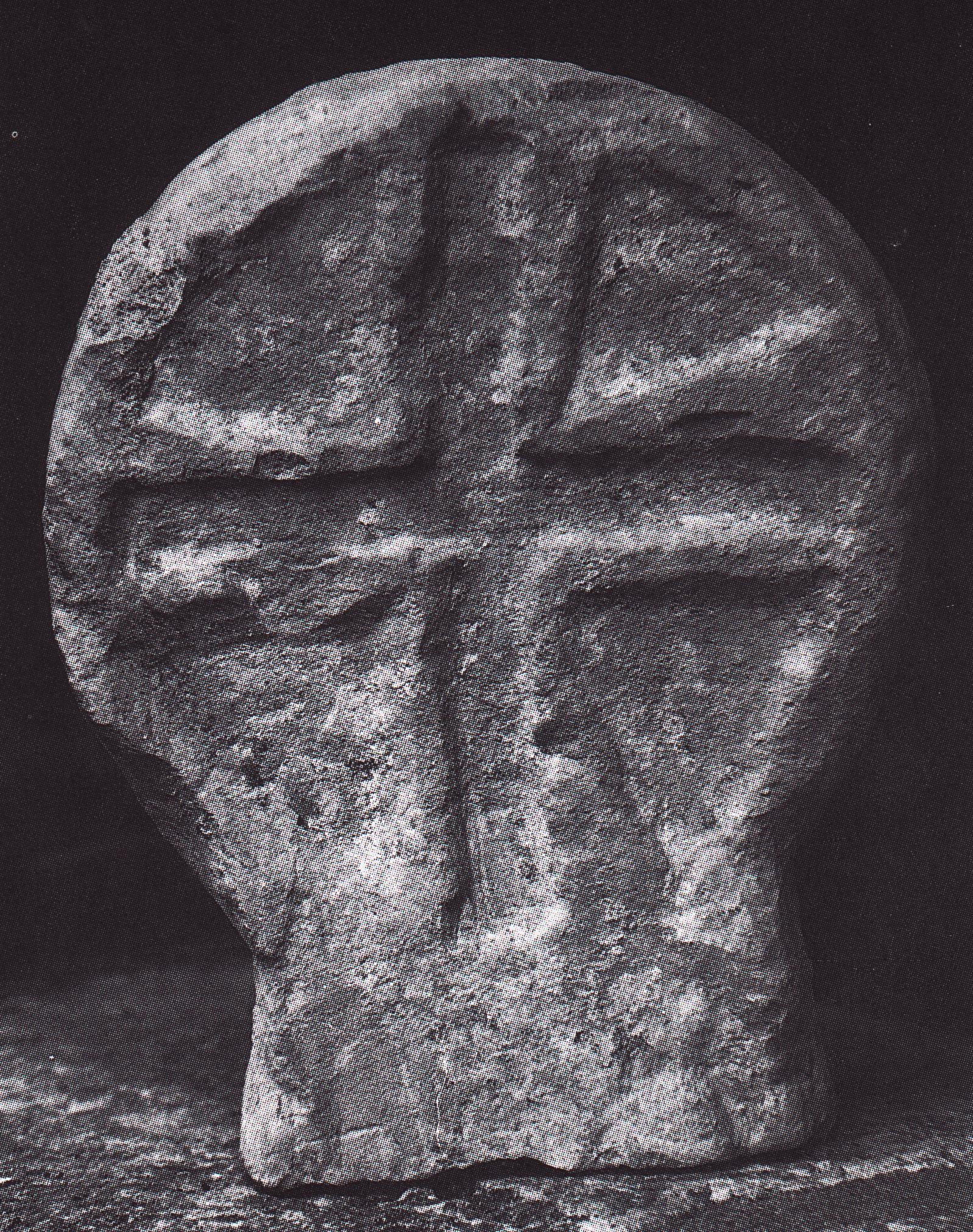
Mozarabische Stele in der Wallfahrtskapelle Santa Cecilia in Barriosuso (Burgos)

Mozaraber ist eine Bezeichnung für Christen, die im Mittelalter unter muslimischer Herrschaft im heutigen Portugal und Spanien (Al-Andalus) lebten und sich in der äußeren Lebensform den Strukturen der arabischen Gesellschaft anpassten.

## Etymologie
Die Herkunft der Bezeichnung Mozaraber (spanisch Mozárabes, in älteren Schreibweisen auch Mazárabes, Muzárabes, Mostárabes, Portugiesisch moçárabes) ist nicht endgültig geklärt, im Allgemeinen wird jedoch davon ausgegangen, dass sie aus dem arabischen Begriff مستعرب / mustaʿrab abgeleitet ist, was so viel wie „arabisiert“ heißt.

## Geschichte
Als Mozaraber werden die verbliebenen christlichen Bewohner der muslimisch besetzten Gebiete auf der iberischen Halbinsel bezeichnet, die nach dem Zusammenbruch des Westgotenreichs (ab 711) unter maurische Herrschaft gekommen waren und sich in der äußeren Lebensform den neuen Herren anpassten. Sie mussten Dschizya (Kopfsteuer) bezahlen, lebten aber in eigenen Wohnvierteln mit eigener Rechtsprechung und Verwaltung. Die Arabisierung der Christen erfolgte vor allem in den Städten, wo viele Christen auch in der Verwaltung und den Finanzbehörden der Umayyaden tätig waren.
Die längste Zeit über verhielten sich die maurischen Herrscher durchaus tolerant gegenüber der christlichen Bevölkerung (die anfangs in der Mehrheit war) und gewährten die im Rahmen der islamischen Rechtsordnung möglichen religiösen Freiheiten. Nur zeitweise kam es zu Spannungen, so im 9. Jahrhundert, als es unter Muhammad I. auf Betreiben der Asketen Perfectus, Eulogius und Isaak zu religiösen Exzessen in Córdoba kam. Zwischen 851 und 859 wurde von Christen mehrmals der Islam und dessen Prophet Mohammed geschmäht und beleidigt, um mit dem zu erwartenden Todesurteil das Martyrium zu erleiden. Erst nachdem eine Synode das mutwillige Martyrium verdammte, flauten die Spannungen wieder ab.
Durch Konversionen zum Islam nahm die Anzahl der Mozaraber im islamisch beherrschten Andalusien im Laufe der Jahrhunderte aber stetig ab. Mit dem Fortschreiten der Reconquista und der zunehmenden Orientalisierung Andalusiens nahm auch die Abwanderung der Mozaraber in die christlichen Reiche des Nordens seit dem 10. Jahrhundert zu. Diese Tendenz verstärkte sich noch einmal deutlich, als im 12. Jahrhundert die berberischen Almoraviden und Almohaden die Herrschaft in Andalusien übernahmen, die religiös wesentlich radikalere Ideen vertraten als die früheren Herrscher und zunehmend Druck und Repressalien ausübten, um den Übertritt der Mozaraber zum Islam zu erreichen. Auch wurden Teile der Mozaraber nach Marokko umgesiedelt, um den christlichen Eroberern ihnen nahestehende Bevölkerungsgruppen zu entziehen.
Die eingewanderten Mozaraber stellten in den nordspanischen Königreichen eine Verbindung zwischen lateinisch-christlicher und muslimisch-arabischer Kultur her. Dabei übten sie erheblichen Einfluss auf die Volksdichtung in Nordspanien und Südfrankreich aus.

## Mozarabischer Baustil

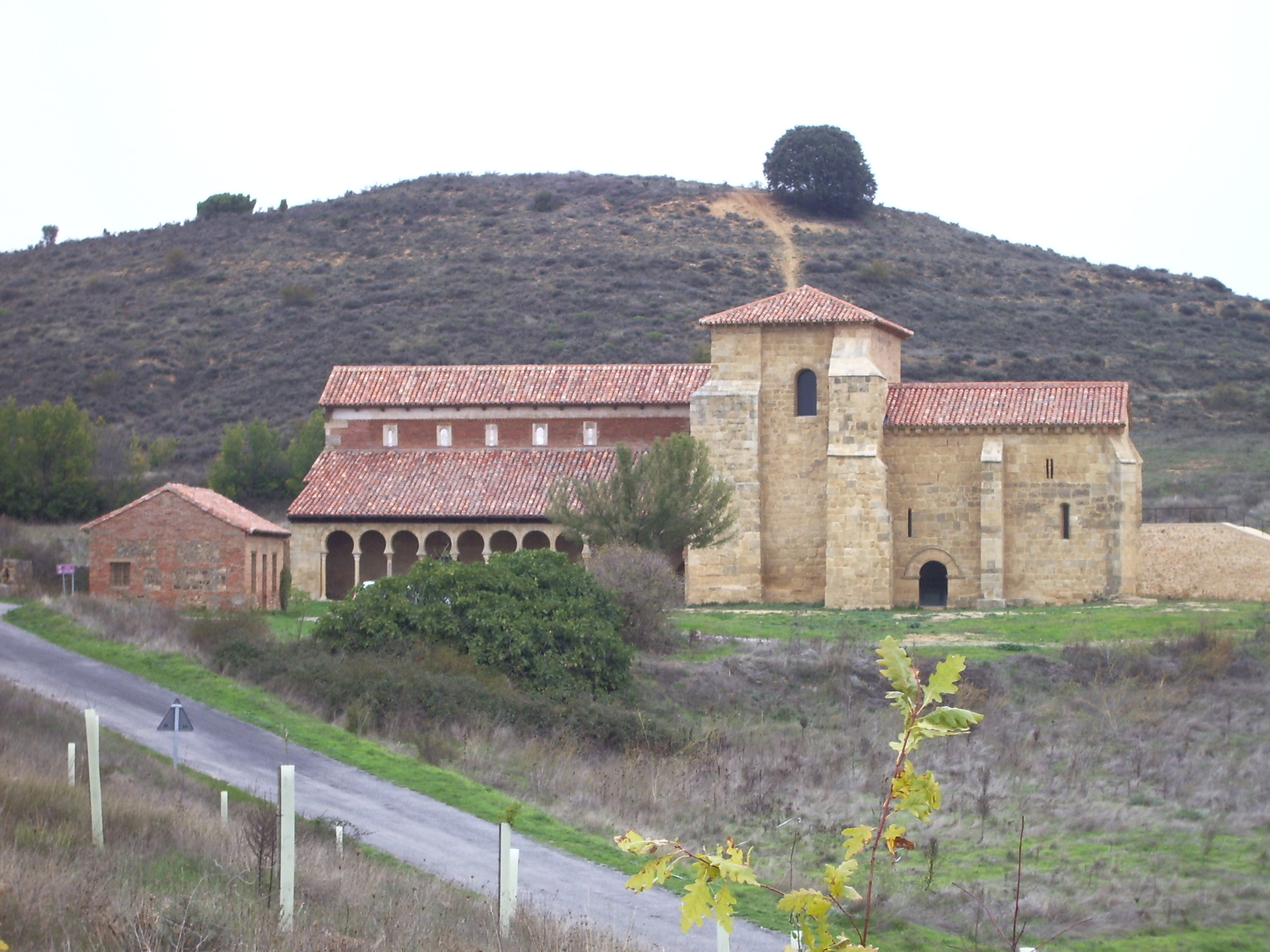
Klosterkirche San Miguel de Escalada nahe León

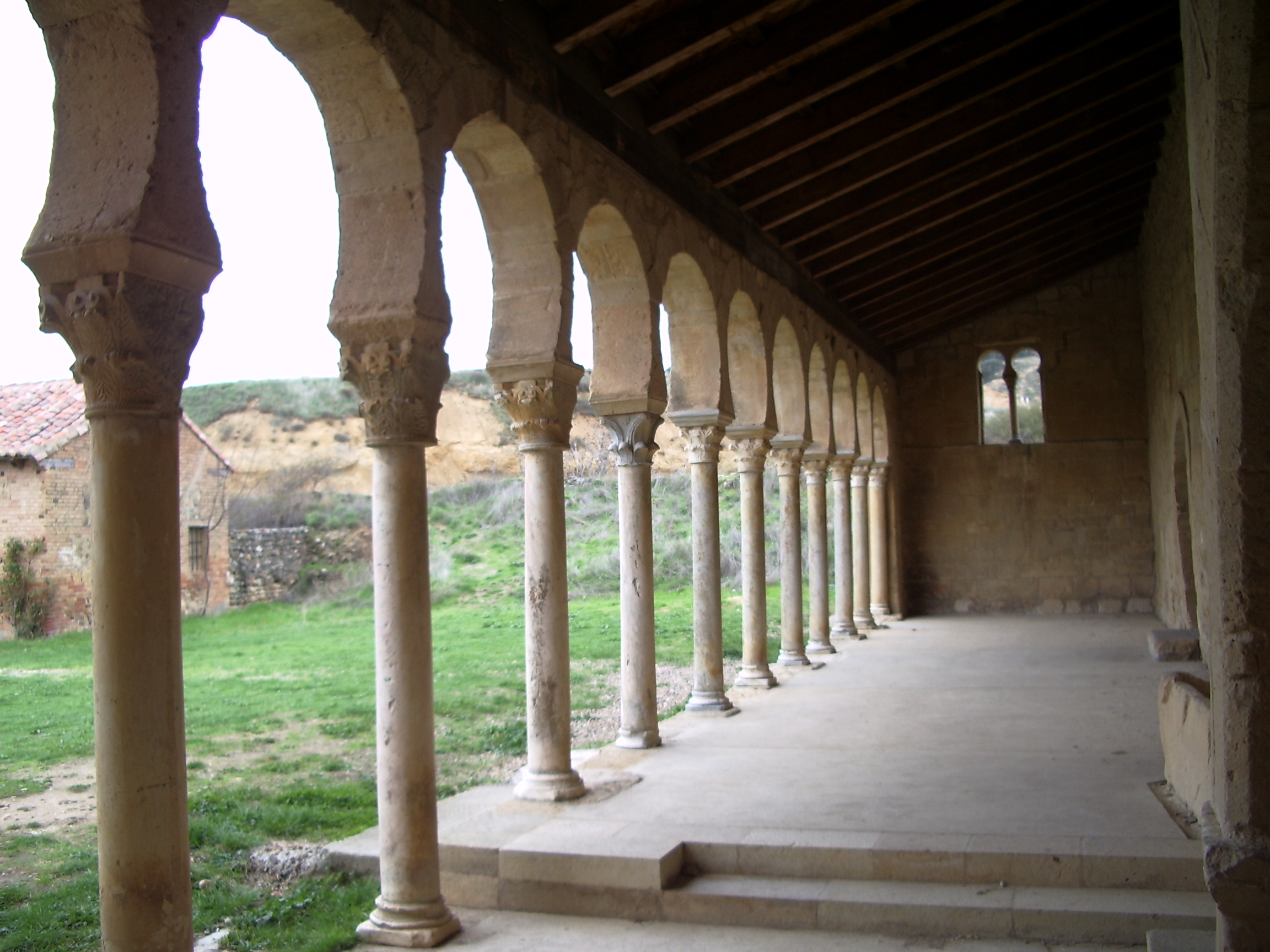
Mozarabischer Säulengang von San Miguel de Escalada

Mit mozarabisch bezeichnet man den mit islamischen Elementen durchsetzten Baustil iberischer Künstler, wie man ihn besonders in Spanien findet. Im Süden beschränkten sich die Tätigkeiten unter der maurischen Herrschaft auf die Verzierung bzw. den Umbau und die Nutzung westgotischer Kirchen.
Im Norden kam es zu zahlreichen Neubauten. Im ganzen Land führten die Mozaraber neue Techniken in die Architektur ein, so im Gewölbe- und Bogenbau. Der den Mauren zugeschriebene Hufeisenbogen taucht jedoch schon in der westgotischen Architektur auf. Er wurde von den Mauren aufgenommen und ist mit den Mozarabern in einer orientalisierten Form in den Norden gelangt, während in der Architektur Asturiens westgotische Formen des Hufeisenbogens in der Präromanik fortleben. Kennzeichen des mozarabischen Baustils sind neben dem Hufeisenbogen auch der Vielpassbogen sowie typische Zierformen wie pflanzliche Ornamente aus Stuck. Da in der islamischen Baukunst die Menschendarstellung verboten ist, hatten die arabischen Künstler die Fertigkeit der ornamentalen Verzierung zur Perfektion gebracht. Die mozarabischen Steinmetze nahmen diese Anregungen auf.

## Mozarabische Sprache
Die von den Mozarabern gesprochenen Dialekte des Romanischen werden als mozarabische Sprache bezeichnet.

## Mozarabischer Ritus
Der in geringem Umfang bis heute erhaltene, aus der westgotischen Tradition hervorgegangene eigene liturgische Ritus, der von den Christen auf der iberischen Halbinsel (nicht allein den Mozarabern) vor der Einführung des Römischen Ritus im Rahmen der Kirchenreformen des 11. Jahrhunderts praktiziert wurde, heißt Mozarabischer Ritus.